# Rudolf Stössel

Rudolf Stössel, 1988
(Foto: Herbert Maeder)

Rudolf Stössel (* 30. November 1903 in Frauenfeld; † 27. November 1998 in St. Gallen) war ein Schweizer Lehrer, Puppenspieler und Harmoniker.
Rudolf Stössel studierte Mathematik und Physik an der ETH Zürich, wo er anschliessend als Assistent bei Paul Scherrer arbeitete und 1931 das Doktorat der mathematischen Naturwissenschaften erwarb. Ab 1932 war Stössel 40 Jahre lang Fachlehrer für Mathematik und Physik am kantonalen St. Gallischen Lehrerseminar in Rorschach.
Darüber hinaus wurde Stössel als experimenteller Puppenspieler und als Harmoniker bekannt. Mit seinen harmonikalen Studien knüpfte er am Werk Hans Kaysers an.

## Werke
- Harmonikale Faszination. Kreis der Freunde um Hans Kayser, Bern 1982; 2. A. 1986, ISBN 3-906643-03-4
- Kleine Einführung in die Pythagoreische Harmonik. Kreis der Freunde um Hans Kayser, Bern 1984
- Harmonikale Modelle. Kreis der Freunde um Hans Kayser, Bern 1985
- Wege zur Harmonik. Kreis der Freunde um Hans Kayser, Bern 1987, ISBN 3-906643-01-8